# Édouard Foà
Pour les articles homonymes, voir Foà.
Édouard Foà, né le 17 décembre 1862 à Marseille et mort le 29 juin 1901 à Villers-sur-Mer, est un géographe et explorateur français.
Son œuvre la plus remarquable est une longue traversée de l'Afrique entreprise en 1891 et terminée en 1897 durant laquelle il enrichit, alors âgé d'une trentaine d'années, les connaissances du continent par de nombreuses découvertes topographiques et ethnologiques.

## Biographie
Aron Fortuné Emmanuel Édouard Georges Foà est le fils de César Constantin Foà, négociant marseillais, et de Mathilde Israël. Il est le neveu d'Eugénie Foa.
Il entre comme jeune interprète au consulat anglais de Tunis et occupe dans le même temps un emploi dans l’administration des postes. Engagé volontaire à 18 ans, il quitte l’armée à 23 ans avec le grade de sous-officier. Il part ensuite au Dahomey pour gérer un comptoir de la maison Régis entre 1886 et 1889. Il profite de tous ses loisirs pour découvrir l’Afrique en aventurier.
De 1891 à 1893, il est chargé par le Muséum national d’histoire naturelle (MNHN) d’une mission d’exploration en Afrique australe. Au cours de ces deux années de voyage, il concilie ses travaux scientifiques et sa passion pour la chasse. Il reçoit la médaille d'or du prix Léon Dewez en 1894. De 1894 à 1897, pour le compte du MNHN, il traverse l'Afrique équatoriale des bouches du Zambèze au Congo français.
Cette traversée du continent noir lui a pris vingt huit mois. Il n’avait avec lui que deux cent cinquante hommes  dont vingt quatre seulement étaient armés. Ses compagnons de Borelli et Bertrand ont tous deux été vaincus par la fatigue et la fièvre et sont revenus sur leurs pas. Il a toutefois eu peu de luttes à soutenir pour se frayer  passage. En parcourant la région  située entre le lac Tanganyka et le lac Malawi il a constaté que les positions du lac Tanganyka et d’autres lacs étaient mal indiquées sur les cartes,.
Il reçoit la Grande médaille d'or des explorations en 1898.
Il est titulaire de la Légion d'honneur (1899) et il est lauréat à deux reprises du prix Montyon de l'Académie française (1897 et 1901). Une salle des missions scientifiques françaises lui est consacrée à l’Exposition universelle de 1900 ; y sont réunis des spécimens de ses collections, des dépouilles de grands fauves, mais aussi des exemples d’équipements, de fusils, de bagages, et autres instruments utilisés par lui durant ses campagnes d’exploration.
Le 18 septembre 1899, il épouse Fanny Vitta, fille du baron et banquier italien Jonas Vitta et sœur de Joseph Vitta et d'Émile Vitta, à la villa La Sapinière à Évian. De leur union vont naître deux enfants : Yvonne en 1990 et Jean en 1902.
Édouard Foà meurt à Villers-sur-Mer deux ans après son mariage, terrassé par le paludisme contracté en Afrique. Il est inhumé au cimetière du Montparnasse (division 25).
Son fils Jean naît quelques mois après son décès ; il devient directeur de l'exploitation d'Air France et épouse la fille de René Fould. Aviateur pendant la guerre et gravement blessé au lors de la bataille de Monte Cassino, il reste handicapé et meurt en 1946.
En 1908, sa veuve Fanny publie Résultats scientifiques des voyages en Afrique d'Édouard Foà, sous les auspices du Muséum national d'histoire naturelle, ce qui lui vaudra le prix Montyon de l'Académie française en 1910.

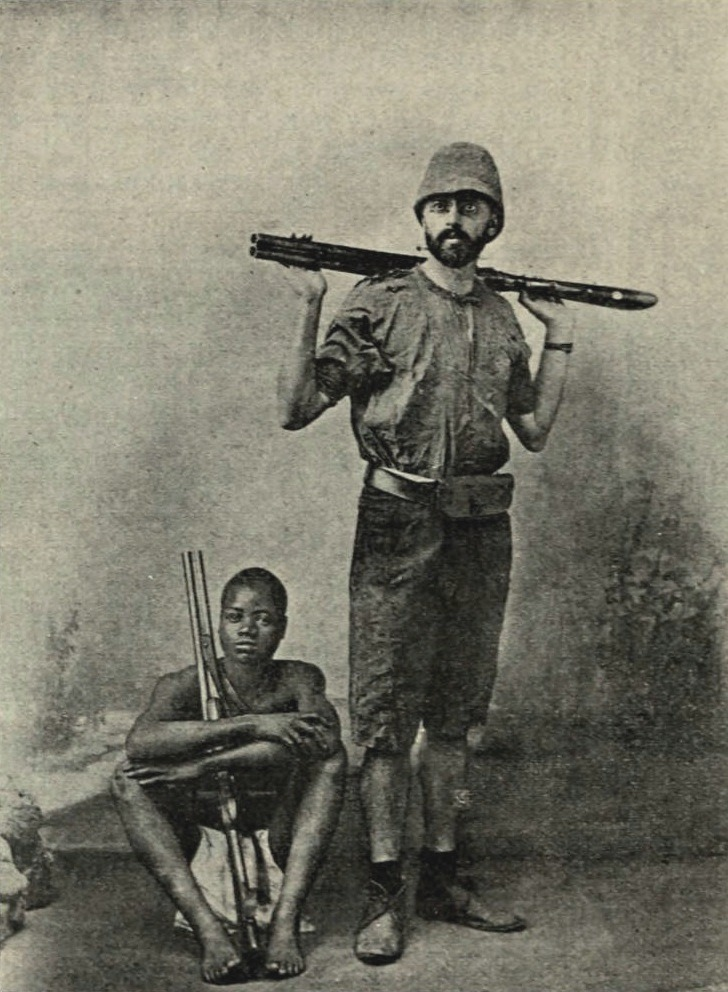
Édouard Foà par Ernest Ladrey en 1894.
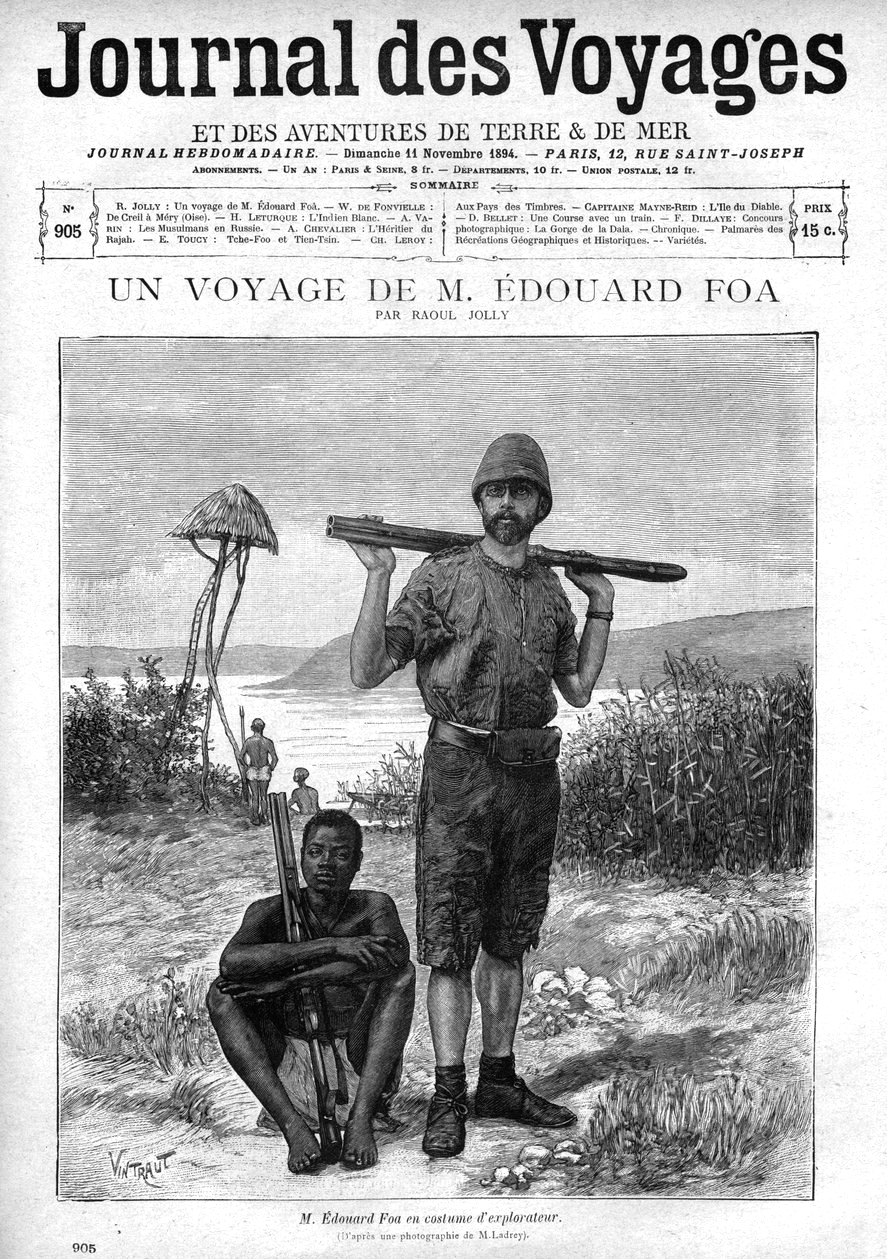
Édouard Foà en une du Journal des voyages en 1894.
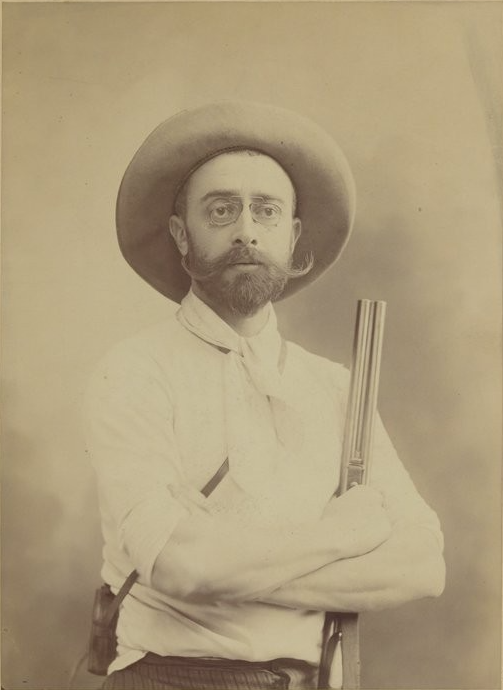
Édouard Foà par Waléry en 1898.
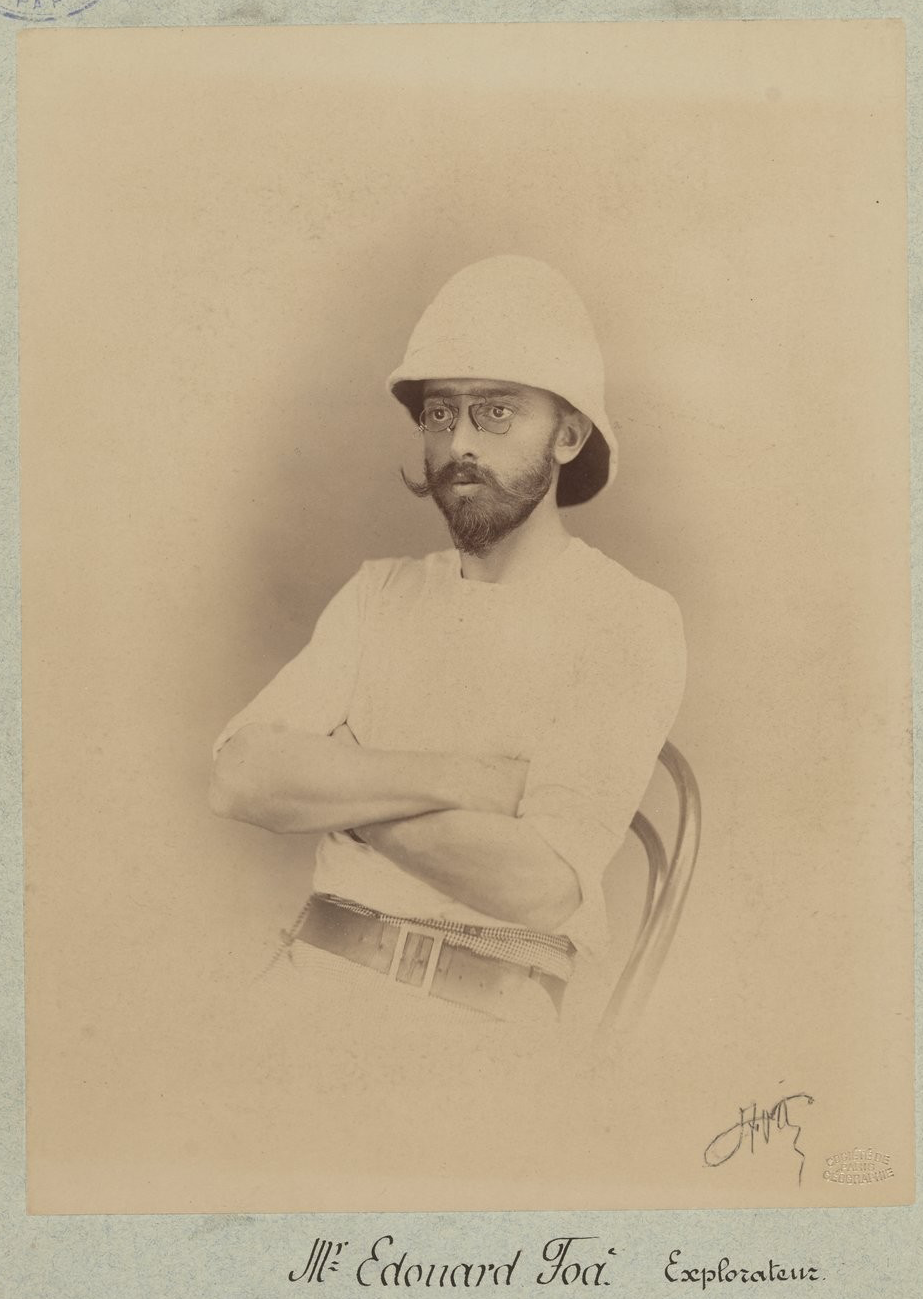
Édouard Foà vers 1898.
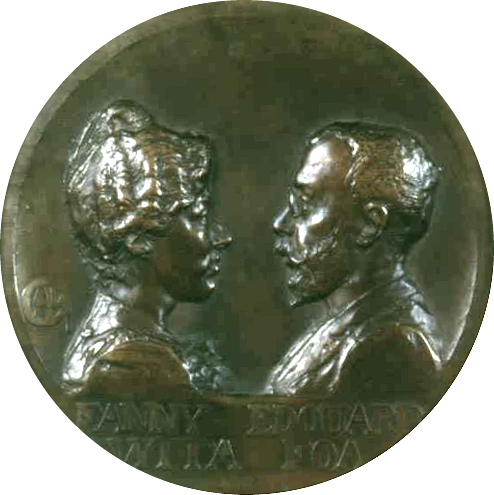
Médaille du mariage avec Fanny Vitta par Alexandre Charpentier en 1899.

## Distinctions
- Chevalier de la Légion d'honneur (décret du 10 août 1899)
- Grande médaille d'or des explorations (1898)
- Médaille d'or du prix Léon Dewez (1894)
- Prix Montyon (1897)
- Prix Montyon (1901)

## Publications
- Dahomiens et Egbas. La Nature no 926 du 28 février 1891 et no 930 du 28 mars 1891.
- Le Dahomey. Paris, A. Hennuyer, 1895.
- Traversée de l'Afrique équatoriale, Rouen, Imprimerie E. Cagniard, 1898, 31 p. (lire en ligne).
- Mes grandes chasses dans l'Afrique centrale. Paris, Firmin-Didot, 1895 (rééditions : Paris, Plon, 1899; Paris, Montbel, 2006  (ISBN 9782914390392)), illustrations de Paul Mahler.
- Chasses aux grands fauves pendant la traversée du continent noir du Zambèze au Congo français, Paris, Plon, 1899, 352 p. (lire en ligne).
- (en) After Big Game in Central Africa: Records of a Sportsman from August 1894 to November 1897, when Crossing the Dark Continent from the Mouth of Zambesi to the French Congo, London, Adam & Charles Black, 1899. (lire en ligne)[9].
- L'invasion européenne en Afrique. Sa marche, ses progrès, son état actuel - Revue Scientifique 4e série - Tome XI : no 18 - 6 mai 1899.
- À travers l'Afrique d'après Édouard Foà. Revue Scientifique 4e série - Tome XIII : no 6 - 11 août 1900.
- Du cap au lac Nyassa. Paris, Plon, 1901, 381 p., 16 gravures d'après les photographies de l'auteur et une carte.

## Rééditions
- Chasses aux grands fauves pendant la traversée du continent noir du Zambèze au Congo français, Paris, Plon, 1899 (rééditions : collection Classiques de la chasse, 76 illustrations par Roger Reboussin, Paris, Visaphone, 1963; Paris, Montbel, 2006  (ISBN 9782914390699)).